# Þórarinn Eldjárn
Þórarinn Eldjárn (Reikiavik, 22 de agosto de 1949) es un escritor islandés nacido en 1949. Estudió literatura y filosofía en la Universidad de Lund en Suecia entre 1969 y 1972 e islandés en la Universidad de Islandia entre 1972 y 1973.
Ha escrito varios libros de poesía, colecciones de relatos y novelas, y ha traducido muchos libros de otras lenguas escandinavas y del inglés al islandés. Entre ellas, novelas de Göran Tunström o Alicia en el país de las maravillas de Lewis Carroll. Ha producido libros infantiles ilustrados con la colaboración de su hermana, la artista Sigrún Eldjárn. 
Su obra más conocida, la novela Brotahöfuð (La torre azul), ha sido traducida a varios idiomas, entre ellos el francés y el inglés. Fue nominada para el prestigioso premio literario IMPAC, de Dublín, en 2001.